# Internazionali Femminili di Palermo 2002
Internazionali Femminili di Palermo 2002 — жіночий тенісний турнір, що проходив на відкритих кортах з ґрунтовим покриттям у Палермо (Італія). Належав до турнірів 5-ї категорії в рамках Туру WTA 2002. Це був 15-й за ліком Internazionali Femminili di Tennis di Palermo. Тривав з 8 до 14 липня 2002 року. Шоста сіяна Маріана Діас-Оліва здобула титул в одиночному розряді й отримала 16 тис. доларів США.

## Фінальна частина

### Одиночний розряд
Маріана Діас-Оліва —  Віра Звонарьова, 6–7(6–8), 6–1, 6–3
- Для Діас-Оліви це був єдиний титул в одиночному розряді за кар'єру.

### Парний розряд
Євгенія Куликовська /  Катерина Сисоєва —  Любомира Бачева /  Анжеліка Реш, 6–4, 6–3